# Machimus tenebrosus
Machimus tenebrosus är en tvåvingeart som först beskrevs av Samuel Wendell Williston  1901.  Machimus tenebrosus ingår i släktet Machimus och familjen rovflugor. Inga underarter finns listade i Catalogue of Life.